# Estadio El Sadar
El Estadio El Sadar es un estadio de fútbol en la ciudad de Pamplona, en Navarra. En él juega sus partidos como local el Club Atlético Osasuna de la Primera División de España.

## Información del estadio

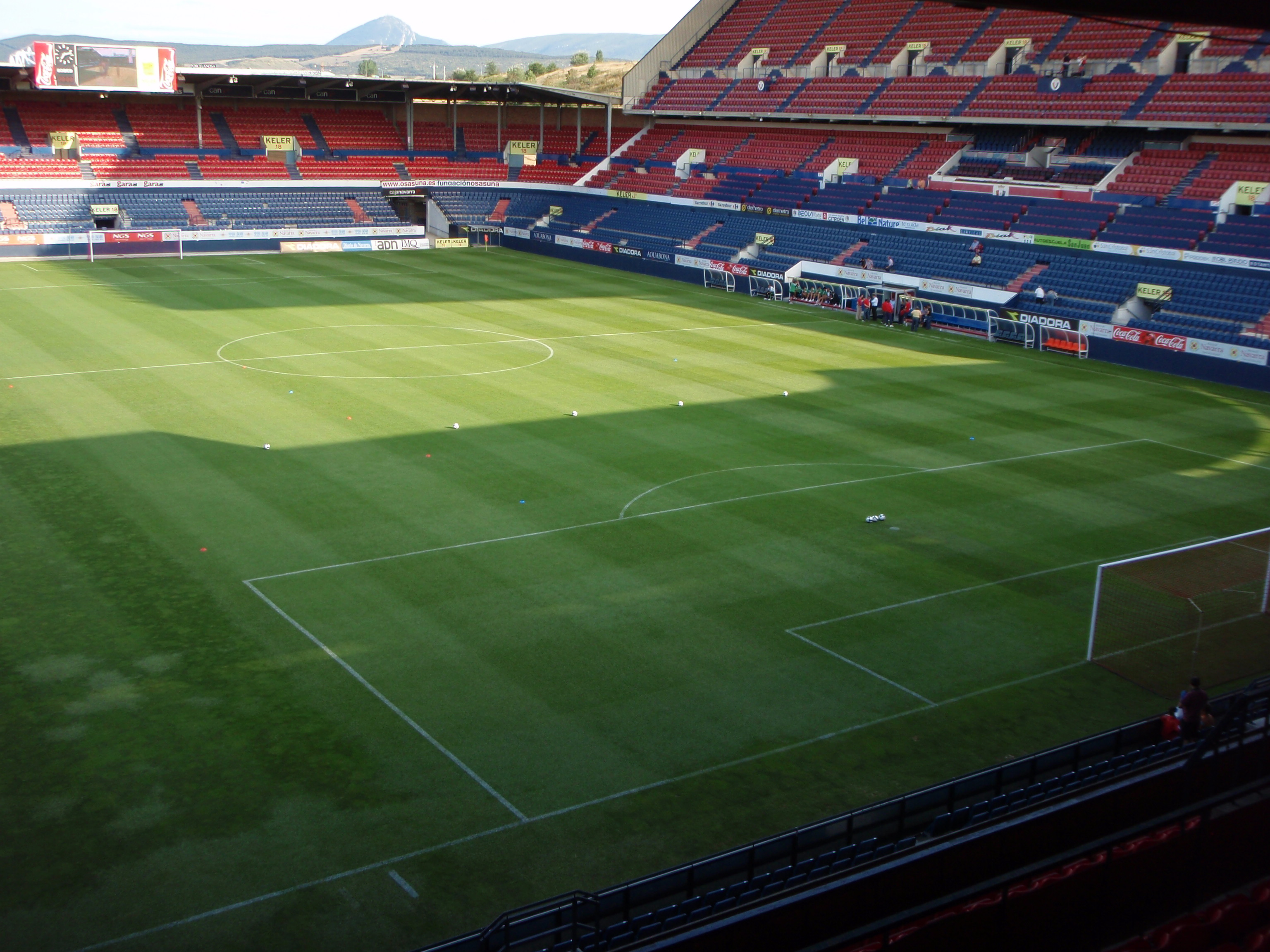
Interior del estadio visto desde la portería sur antes de la renovación de 2019

El estadio, inaugurado el 2 de septiembre de 1967, tiene una capacidad máxima de 23 516 personas, todas sentadas (en su día tuvo un aforo de 30 000 personas, si bien la mayoría eran localidades de a pie). Las dimensiones del campo son 105 metros de largo y 67,5 de ancho.
Tuvo una primera remodelación importante en 1989 con la construcción de la tribuna de preferencia alta.
En 1998 acogió la primera tienda oficial del club, y el 29 de mayo de 1999 se inauguraron las oficinas en la parte trasera del estadio, situadas anteriormente en la plaza del Castillo de Pamplona. En enero de este año se instaló un videomarcador en el ángulo norte, y el 13 de noviembre se inauguró la nueva sede social y la sala de juntas.
En la temporada 99-00 se instalaron dos restaurantes en el exterior del estadio, y la sala de prensa cambió de ubicación.
En la temporada 02-03 se estrenaron nuevas cabinas de prensa, que fueron reubicadas en la zona más alta del estadio, y la antigua zona se transformó en localidades vip. También se instaló un nuevo túnel de vestuarios telescópico, y en el exterior se montaron dos lonas con imágenes osasunistas.
Más adelante, se ampliaron las oficinas con la construcción de tres nuevos despachos y una nueva sala de reuniones, y el 14 de mayo de 2003 se inauguró un local para la Federación de Peñas Osasunistas. En verano se acometió una remodelación total de la grada, alzando la parte baja casi 2 metros del césped, retirando la mítica valla de separación con el terreno de juego y mejorando así la visibilidad del campo. Se ampliaron las bandas y los fondos, y los viejos banquillos se sustituyeron por unos modernos de metacrilato. Se instalaron nuevos videomarcadores en cada fondo, y además se inauguró la nueva sede de la Fundación Osasuna en la fachada del estadio.
Desde su inauguración hasta finales de 2005 recibió el nombre de Estadio de El Sadar en honor al río Sadar que atraviesa la capital navarra muy cerca del estadio. A partir de 2006 cambió su nombre por el de Reyno de Navarra, tras alcanzar Osasuna y Gobierno de Navarra un acuerdo de patrocinio mediante el cual Osasuna recibiría 1,5 millones de euros durante tres años. Reyno de Navarra es la marca creada por el Ejecutivo foral para promocionar el turismo en Navarra. Un partido entre la selección de Navarra y China, disputado el 29 de diciembre de 2005, fue el primer partido que acogió el estadio con su nueva denominación. Desde la temporada 2011-2012 el estadio recuperó su antiguo nombre de El Sadar.
En diciembre de 2006 el club propuso un ambicioso proyecto de reforma del estadio, consistente en derribar las 4 esquinas para construir nuevos palcos, oficinas y locales comerciales, el derribo de la anticuada cubierta para ser sustituida por otra que mejore la visibilidad del campo y evite las goteras, la construcción de nuevos boxes privados y la total reforma de la fachada y del aspecto interior y exterior del estadio. El club tiene la intención de pagar las obras con los beneficios que adquirirá del alquiler de oficinas, locales comerciales y boxes. La reforma debe ser aprobada por el Ayuntamiento de Pamplona, proyecto que quedó estancado fruto de la crisis económica del momento.
El día 4 de mayo de 2008, por primera vez en la historia, un equipo se proclamaba campeón de la Primera División Española en el Reyno de Navarra, era el Real Madrid, que ganó por 1-2.
El 18 de mayo de 2014, durante la disputa de un partido contra el Betis correspondiente a la última jornada del Campeonato Nacional de Liga de 1.ª División, una valla del fondo sur se vino abajo en el minuto 12 del partido durante la celebración de un gol del Osasuna. Se produjeron 68 heridos, 10 de ellos graves. El partido se interrumpió a las 18:12 horas para poder evacuar a todos los heridos y desalojar la zona del fondo afectada.
Debido a que Osasuna se jugaba la permanencia en ese partido y debía jugarse en horario unificado, al ser la última jornada de Liga, no se autorizó el aplazamiento del partido y este tuvo que reanudarse a las 18:48 horas. El resto de partidos en los que estaba en juego la permanencia se suspendieron al descanso para mantener el horario unificado. El descanso del Osasuna-Betis se recortó para evitar un retraso aún mayor en la jornada unificada, y los cuatro partidos en los que se jugaba la permanencia arrancaron sus segundas partes simultáneamente a las 19:30 horas, con media hora de retraso.
En noviembre de 2014, el Parlamento de Navarra aprobó con 31 votos a favor, 18 en contra y 0 abstenciones, la proposición de Ley Foral presentada por los grupos parlamentarios de Unión del Pueblo Navarro, Partido Socialista de Navarra y Partido Popular de Navarra, que ejecuta la dación en pago del Club Atlético Osasuna por la cual se desprende de su patrimonio para pagar la mayor parte de su deuda con la Hacienda Foral.
En el verano de 2015, el club se ve obligado a realizar obras en el estadio para adecuarse a la normativa de seguridad vigente, retirándose asientos de zonas que obstaculizaban la salida de espectadores en casos de evacuación. Tras la retirada de estos asientos, la capacidad del estadio se reduce hasta los 18.761 espectadores.
El 2 de septiembre de 2017 se celebró el 50 aniversario del estadio coincidiendo con la tercera jornada de la Segunda División de España, ante la Sociedad Deportiva Huesca con el resultado final de (1-1).
El 10 de septiembre de 2017 se celebró por primera vez un partido oficial de fútbol femenino. El encuentro fue disputado entre el C.D. Fundación Osasuna Femenino y el C.D. Pradejón, con victoria local por 7 goles a 0.
En 2018 se inició un proceso, por el cual los socios debían elegir el alcance de la reforma, así como el proyecto entre un concurso al que optaron 5 propuestas. En febrero de 2019 se anunció la reforma integral del estadio según el proyecto Muro Rojo, elegido por los socios de Osasuna en votación. Esta reforma, cuya financiación fue aprobada por la asamblea en marzo, ampliando el aforo del estadio hasta los 23 516 espectadores y finalizandose para el año 2020, año del centenario del club.

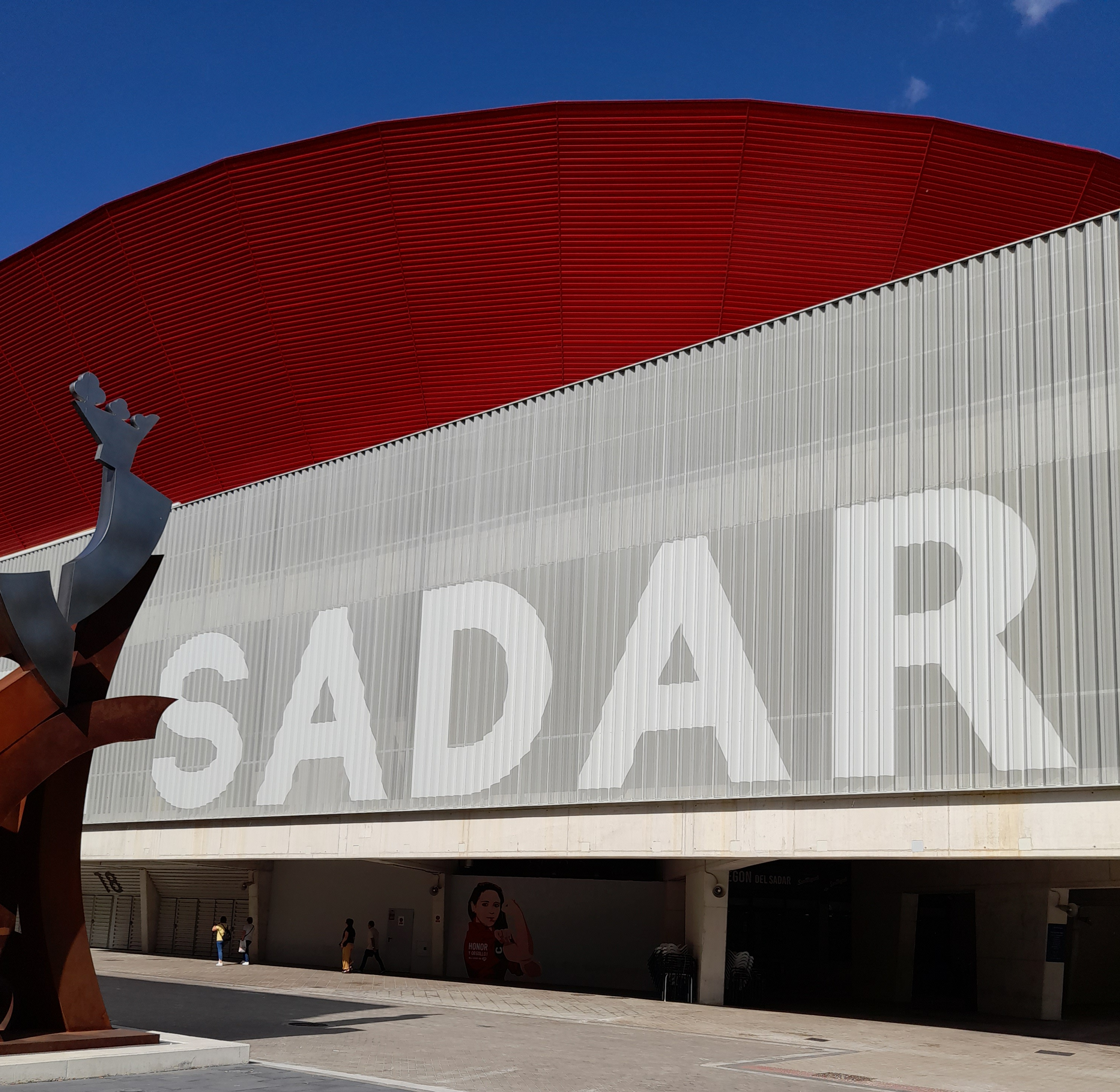
Vista del estadio tras su reforma

El 10 de marzo de 2019 registró la mayor asistencia a un partido de fútbol femenino en Navarra con el partido disputado entre el C.D. Fundación Osasuna Femenino y el S.D. Eibar, con victoria rojilla por 2-1 ante 10.250 espectadores.
El estadio de El Sadar fue elegido el 15 de marzo de 2022, como Mejor estadio del mundo en 2021 por la web 'Stadium Database' ('stadiumdb.com'), un portal líder sobre este tipo de infraestructuras a nivel internacional.
El 5 de junio de 2022 El Sadar acogió el primer partido amistoso Internacional oficial de la FIFA en su historia, en el que se enfrentó Argentina contra Estonia, con el resultado final de 5-0 en el que Leo Messi marcó los 5 tantos de la albiceleste en lo que fue su primer repóker con su selección.

## Cambios de nombre
- Estadio El Sadar (1967-2005)
- Estadio Reyno de Navarra (2005-2013)[1][2]
- Estadio El Sadar (2013-actualidad)